# Gerhards Marionetten

Die Bühne

Das Gerhards Marionettentheater in Schwäbisch Hall ist Baden-Württembergs größtes und ältestes Marionettentheater.

## Geschichte
Das Gerhards Marionettentheater wurde 1925 vom Schauspieler Fritz Gerhards (* 1898 in Witten; † 1955 in Schwäbisch Hall) in Wuppertal-Elberfeld gegründet. 1943 zog das Theater nach Schwäbisch Hall um.  Seit 1982 ist es als stationäres Theater im „Schafstall“, dem ehemaligen Kurtheater von Schwäbisch Hall, ansässig.

## Inszenierungen
- 2015 „Frau Holle“ der Brüder Grimm
- 2015 Wiederaufnahme „Der Kaiser und die Nachtigall“ von Hans Christian Andersen
- 2013 „Tischlein deck dich“ der Brüder Grimm
- 2012 Wiederaufnahme „Mio, mein Mio“ von Astrid Lindgren
- 2011 „Neues vom Räuber Hotzenplotz“ von Otfried Preußler (2. Buch der Hotzenplotz-Erzählungen)
- 2010 „Jim Knopf und die Wilde 13“ von Michael Ende
- 2008 „Jim Knopf und Lukas der Lokomotivführer“ von Michael Ende
- 2007 „Spiel ohne Worte I und II“ von Samuel Beckett (Neu-Inszenierung)
- 2006 „Aladin und die Wunderlampe“ aus Tausendundeine Nacht
- 2005 „Der kleine Wassermann“ von Otfried Preußler
- 2003 „Der Räuber Hotzenplotz“ von Otfried Preußler (1. Buch der Hotzenplotz-Erzählungen)
- 2002 „Kleiner König Kalle Wirsch“ von Tilde Michels
- 2000 „Der kleine dicke Ritter Oblong-Fitz-Oblong“ von Robert Bolt
- 1999 „Das Puppenspiel Doktor Johann Faust“;in Reime gefasst von Günther Mahal kurz genannt Schwäbisch Haller Puppen-Faust. Das Spiel, verfasst von Günther Mahal, dem ehem. wiss. Leiter des Knittlinger Faust-Museums und Faust-Archivs.
- 1999 „Das kleine Gespenst“ von Otfried Preußler
- 1996 „Die kleine Hexe“ von Otfried Preußler
- 1994 „Schneewittchen“ von den Brüdern Grimm
- 1991 „Der satanarchäolügenialkohöllische Wunschpunsch“ von Michael Ende
- 1988 „Der kleine Muck“ von Wilhelm Hauff
- 1986 „Das tapfere Schneiderlein“ von den Brüdern Grimm
- 1985 „Kalif Storch“ von Wilhelm Hauff
- 1984 „Zwerg Nase“
- 1983 „Der gestiefelte Kater“ von den Brüdern Grimm (Neu-Inszenierung)
- 1982 „Hänsel und Gretel“ von den Brüdern Grimm
- 1979 „Mio, mein Mio“ von Astrid Lindgren
- 1978 „Spiel ohne Worte I und II“ von Samuel Beckett
- 1976 „Der gestiefelte Kater“ von den Brüdern Grimm
- 1975 „Taro der Drachenjunge“, eine Inszenierung von Bross und Gerhards Marionetten
- 1972 „Nastja“, eine Inszenierung von Bross und Gerhards Marionetten
- 1970 „Waggerl Weihnachtsgeschichten“, eine Inszenierung von Bross und Gerhards Marionetten
- 1968 „Dschaudar“, eine Inszenierung von Bross und Gerhards Marionetten
- 1965 „Der Kaiser und die Nachtigall“, eine Inszenierung von Bross und Gerhards Marionetten
- 1963 Film Tankinivi 1963/64 eine Produktion von Bross und Gerhards Marionetten

## Ehemalige Mitarbeiter (Auswahl)
- Maren Winter
- Franz Leonhard Schadt
- Fritz Herbert Bross